# 교황 그레고리오 14세
교황 그레고리오 14세(라틴어: Gregorius PP. XIV, 이탈리아어: Papa Gregorio XIV)는 제229대 교황(재위: 1590년 12월 5일 - 1591년 10월 15일/16일)이다. 본명은 니콜로 스폰드라티(이탈리아어: Niccolo Sfondrati)이다.

## 생애 초기
니콜로 스폰드라티는 당시 밀라노 공국의 영토였던 솜마 롬바르도에서 상류층의 자제로 태어났다. 그의 어머니는 비스콘티 가문의 여식으로 출산 중에 사망했다. 그의 아버지 프란체스코 스폰드라티는 원래 밀라노 공국 지역 의원이었으나 아내와 사별한 후 신앙에 열중했으며 1544년 교황 바오로 3세에 의해 사제급 추기경에 서임됐다.
니콜로는 어린 시절부터 검소하게 사는 독실한 신앙인으로 잘 알려져 있었다. 페루자와 파도바에서 법학을 공부한 그는 사제 서품을 받은지 얼마 되지 않아 1560년 크레모나의 주교로 서품받았다. 그는 1561년부터 1563년까지 트리엔트 공의회 제3회기에 참석하였다. 1583년 12월 12일 교황 그레고리오 13세에 의해 산타 체칠리아 인 트라스테베레 성당의 사제급 추기경에 서임됐다. 가롤로 보로메오를 추종했고 그의 영향을 많이 받았던 니콜로 스폰드라티는 1584년 11월 7일 그의 장례 미사를 집전하였다. 또한 니콜로 스폰드라티는 필립보 네리와 친분을 맺어 그를 본받으려고 노력했다.
스폰드라티는 교황으로 선출된 다음날 와락 울음을 터뜨리며 추기경들에게 “하느님께서 여러분을 용서해주시기를 바랍니다. 여러분은 대체 무슨 짓을 한 것입니까?”라고 말했다. 1591년 3월 21일 교황 선거와 교황의 정책 방향 또는 새 추기경 서임에 내기하는 것을 금지하고 이를 어길 경우 파문된다는 내용의 교황 칙서 《Cogit nos》를 공표했다.

## 교황 선출
1590년 9월 27일 교황 우르바노 7세가 선종한 후, 주교황령 스페인 대사 올리바레스는 자신의 주군인 펠리페 2세가 수용할 만한 교황 후보자인 일곱 명의 추기경 명단을 콘클라베에 제시했다. 콘클라베는 2달 동안 지지부진한 상태가 지속되다가 1590년 12월 5일 펠리페 2세가 제시한 일곱 명의 후보자 가운데 한 사람인 스폰드라티가 교황으로 선출되었다. 스폰드라티 추기경이 방 안에서 십자고상 앞에 무릎을 꿇고 기도하고 있던 중에 알레산드로 다마스체니 페레티 추기경이 들어와 추기경단이 그를 교황으로 선출하기로 의견을 모았다는 소식을 전했다.

## 재위 기간
그레고리오 14세의 짧은 재위 기간의 특징은 위그노 전쟁에서 가톨릭 세력을 지지하며 적극적으로 개입한 것으로 볼 수 있다. 스페인 국왕과 마옌 백작의 사주를 받아 그는 1591년 3월 1일 프랑스 국왕 앙리 4세를 파문했다. 그는 1585년 교황 식스토 5세가 이단자인 앙리는 프랑스 왕위 계승은 물론 프랑스에 대한 통치권을 행사할 자격이 없다고 한 선언을 되풀이 했다. 그가 스페인 추기경들의 도움을 받아 교황으로 선출된 영향도 있기는 했지만, 확고하게 스페인의 편에 서서 스페인과 프랑스 사이에서 균형을 유지하려는 일련의 정책을 폐지했다.
그레고리오 14세는 프랑스의 침략에 대비해 군사들을 징집하고 자신의 조카 에르콜레 스폰드라티를 프랑스로 파견했다. 또한 그는 가톨릭 동맹을 돕기 위해 매달 15,000 스쿠디를 보조금으로 보내주었다.
그레고리오 14세는 다섯 명의 추기경을 서임했는데, 그 중에는 그의 조카로 특무성성 장관이 되는 파올로 에밀리오 스폰드라티도 있었다. 그는 자신의 오랜 친구인 필립보 네리도 추기경에 서임하려고 했으나 필립보 네리가 자신은 그와 같은 영예를 누릴 자격이 있는 사람이 아니라고 말하면서 정중하게 사양했다.
1591년 4월 18일 그는 유럽인들에 의해 강제로 노예가 된 필리핀 원주민들을 해방하고 노예주들을 파문한 것과 더불어 필리핀에 있는 가톨릭 신자들이 강제로 노예가 된 원주민들에게 배상하라는 교황 칙서 《Cum Sicuti》를 발표했다.
열심하고 정직하였으나 교황으로 선출되기 전부터 건강이 좋지 않았던 그레고리오 14세는 큰 담석이 생겨 선종했으며, 교황 인노첸시오 9세가 그의 뒤를 이었다.